# Zborov (district de Bardejov)
Pour les articles homonymes, voir Zborov.
Zborov (en allemand : Sborau im Scharosch) est un village du district de Bardejov, dans la région de Prešov, en Slovaquie.

## Histoire
La première mention écrite du village remonte à 1355.

## Démographie

### Évolution de la population
| Année:               | 1994. | 2004.    | 2014.    | 2024.   |
| -------------------- | ----- | -------- | -------- | ------- |
| Nombre de personnes: | 2424  | 2864     | 3346     | 3670    |
| Différence:          |       | +18,15 % | +16,82 % | +9,68 % |

| Année:               | 2023. | 2024.   |
| -------------------- | ----- | ------- |
| Nombre de personnes: | 3623  | 3670    |
| Différence:          |       | +1,29 % |